# ولفگانگ پاولی
ولفگانگ ارنست پاولی (آلمانی: Wolfgang Ernst Pauli؛ زاده ۲۵ آوریل ۱۹۰۰ وین، اتریش – درگذشته ۱۵ دسامبر ۱۹۵۸ زوریخ، سوئیس) فیزیک‌دان برجسته و بلندپایه اتریشی و فرزند ولفگانگ پاولی استاد شیمی (او و پدرش هم‌نام بودند) و پسر تعمیدی ارنست ماخ فیزیک‌دان و فیلسوف بزرگ بود.
ابتدا در گوتینگن دستیار ماکس بورن بود و سپس به جمع فیزیک‌دانان کپنهاگ پیوست و دستیار نیلز بور شد. در زمان جنگ جهانی دوم به پرینستن رفت و در ۱۹۴۵ جایزه نوبل فیزیک را گرفت. اصل طرد و پیش‌بینی وجود نوترینو که در سال ۱۹۳۰ با مطالعه بر روی واپاشی بتا انجام شد، از کشفیات مهم اوست. پاولی مطالعاتی نیز در مورد اسپین الکترون‌ها انجام داده بود.